# Aleysk
Huyện Aleysk (tiếng Nga: ? райо́н) là một huyện hành chính tự quản (raion), của Vùng Altai, Nga. Huyện có diện tích 27 km². Trung tâm của huyện đóng ở Aleysk.